# Афиногенов, Дмитрий Евгеньевич
Дми́трий Евге́ньевич Афиноге́нов (28 августа 1965, Москва — 28 августа 2021) — российский филолог-классик и историк-византинист. Профессор Отделения византийской и новогреческой филологии МГУ им. М. В. Ломоносова. Доктор филологических наук (1998). С 1999 года ведущий научный сотрудник ИВИ РАН. В прошлом — член Вольного исторического общества.

## Биография
Внук писателя Александра Афиногенова (1904—1941); мать — Александра Александровна Афиногенова (1942—2022), родилась в Куйбышеве, в эвакуации, уже после смерти отца. Переводчик.
В 1982—1987 годах обучался на классическом отделении филологического факультета МГУ им. М. В. Ломоносова. По окончании обучения поступил в аспирантуру Института востоковедения АН СССР.
В 1990 году защитил кандидатскую диссертацию «Социально-политические концепции в раннесирийской литературе» и стал сотрудником Института всеобщей истории РАН. В 1992—1993 годы — сотрудник Dumbarton Oaks.
С 1996 года преподаёт на филологическом факультете МГУ им. М. В. Ломоносова. Один из основателей Кафедры византийской и новогреческой филологии в МГУ.
В 1998 году защитил докторскую диссертацию «Константинопольский патриархат и императорская власть в византийской литературе второго периода иконоборчества». Монография, изданная Д. Е. Афиногеновым на основе этой диссертации, «Константинопольский патриархат и иконоборческий кризис в Византии (784—847)» стала первым крупным исследованием в России в области истории древней христианской Церкви со времен революции 1917 года.
В 1998/1999 годы — научный сотрудник Института повышения квалификации (Princeton). С 1999 года — ведущий научный сотрудник ИВИ РАН. В 2000 году получил стипендию фонда STINT (Швеция). В 2001 году получил стипендию фонда Онассиса. В 2004—2006 стипендиат фонда Александра фон Гумбольдта.
Член редколлегии журнала «Вестник древней истории». Статьи Дмитрия Евгеньевича выходили в ведущих международных журналах. Написал ряд статей для «Православной энциклопедии», в том числе концептуальный очерк истории византийской литературы в рамках статьи «Византийская империя», а также статью о Георгии Монахе, изучению «Хроники» которого он посвятил многие годы своей жизни, статьи о константинопольских патриархах.
Его подход к византийской литературе отличался глубиной, он исследовал византийские хроники и жития святых, выявлял доселе неизвестные особенности менталитета византийских авторов. Сочетал объективность взгляда и неотступное следование строгому научному методу с умением получать эстетическое удовольствие от чтения памятников средневековой словесности. Многочисленные переводы сложнейших византийских сочинений на русский, сделанные им, отличает уникальная лингвистическая интуиция и блестящее чувство языка. Благодаря его научным поискам удалось восстановить ряд важных произведений византийской литературы, сохранившихся в славянской, но утраченных в греческой традиции.
В последние годы читал курс по истории Древней Церкви в Сретенской духовной семинарии на магистерской программе.
Скончался 28 августа 2021 года в Москве в 56-й день своего рождения.

## Семья
- 1-й брак — Евгения Афиногенова, литературовед, специалист по испанской литературе[13].
  - Сын — Григорий Афиногенов, специалист по истории Китая. Живёт в США[14].
- 2-й брак — Ольга Николаевна Афиногенова (урожд. Заец; род. в 1975), историк-византинист[15][16].

## Публикации
- Константинопольский патриархат и иконоборческий кризис в Византии (784—847). — Москва : Индрик, 1997. — 221 с. — ISBN 5-85759-071-X — 500 экз.
- «Повесть о прощении императора Феофила» и Торжество Православия. — М., Индрик, 2003. — 192 с. — ISBN 5-85759-260-7
- Житие преподобного Феодора, архимандрита Сикеонского, написанное Георгием, учеником его и игуменом той же обители. Москва, Индрик, 2005. — 184 с.
- Mnogosložnyj Svitok: the Slavonic Letter of the Three Patriarchs to Emperor Theophilos. — Paris. Collège de France. Centre de recherche d’histoire et civilisation de Byzance, 2014. — 240 с.

- Татиан. «Слово к эллинам». Введение, перевод, комментарий // Вестник древней истории. 1993. — № 1. — С. 238—249; 1993. — № 2. — С. 255—265.
- Леонтий Неапольский. Житие св. Симеона Юродивого. Вступительная статья и перевод с древнегреческого // Золотой Век 7 (1995). — С. 98-110.
- Догматико-полемические трактаты св. Иоанна Дамаскина. Вступительная статья, перевод с древнегреческого, комментарий // Святоотеческое наследие. Т. 3. Творения преподобного Иоанна Дамаскина. — М., «Мартис», 1997. — С. 20-222, 300—310.
- Патриарх Фотий. Трактаты из «Амфилохий». Предисловие, перевод с древнегреческого, примечания // Альфа и Омега. 1997. — № 2 (13). — С. 76-95; 1997. — № 3 (14). — С. 76-97; 1998. — № 1 (15). — С. 78-100; 1998. — № 2 (16). — С. 87-100; 1998. — № 3 (17). — С. 56-79.
- Феостирикт. Житие Никиты Мидикийского. Предисловие, перевод с древнегреческого, примечания // Альфа и Омега. 1997. — № 3 (14). — С. 212—238.
- Нил Анкирский. Повесть об убиении монахов на горе Синайской. Вступительная статья, перевод с древнегреческого, примечания // Вестник древней истории. 1998. — № 2. — С. 210—220, № 3. — С. 241—252.
- Апология Псевдо-Мелитона Сардского / Перевод с сирийского и примечания // Раннехристианские апологеты II—IV в. Переводы и исследования. — М., «Ладомир», 2000. — С. 143—149.
- Житие св. Константина из Иудеев. Введение, перевод с греческого, примечания // Житие преп. Константина из Иудеев. Житие св. исповедника Никиты. — М., «Индрик», 2001. — С. 4-96.
- Патриарх Фотий. Избранные трактаты из Амфилохий. Введение, перевод с греческого, комментарий. «Индрик», 2002. — 224 с.
- Марк Диакон. Житие св. Порфирия Газийского. Нил Синаит. Повесть об убиении монахов на горе Синайской и о пленении Феодула, сына его. Введение, перевод с греческого, комментарий. «Индрик», 2002. — 144 с.
- Филон Александрийский. О пьянстве. Введение, перевод, примечания // Вестник древней истории. 2003. — № 1. — С. 193—202; № 2. — С. 255—256.
- Максим Исповедник. Диспут с Пирром. Житие прп. Максима / перевод с греческого // Максим Исповедник. Диспут с Пирром / вступительная статья, перевод, комментарий Д. А. Поспелова, Д. Е. Афиногенова, о. Дионисия (Шленова). — М., 2004.
- Житие преподобного Феодора, архимандрита Сикеонского / вступительная статья, перевод, комментарий. — М., Индрик, 2005. — 182 с.
- Святитель Фотий, патриарх Константинопольский. Антилатинские сочинения. — Москва, Общецерковная аспирантура и докторантура имени свв. Кирилла и Мефодия, 2015. — ISBN 978-5-9065-4308-0, 248 с. (в соавторстве с П. В. Кузенковым)
- Свт. Фотий, патриарх Константинопольский. Интронизационное послание патриарха Фотия папе Николаю I / пер. с греч. и примечания Д. Е. Афиногенова // Альфа и Омега. 2009. — № 3 (56). — С. 52-57.
- Хрисипп пресвитер. Похвала архангелу Михаилу / пер. с греч. и примечания Д. Е. Афиногенова // Вестник древней истории. 2009. — № 2.
- Мученичество св. Уара. Перевод с греческого, примечания // Вестник древней истории. 2010. — № 3 — С. 244—249.
- Феодор Студит. Слово о перенесении мощей отца нашего Феофана // Преподобный Феодор Студит. Творения в трех томах. — М, том 3, 2012. — C. 908—918
- Павлин Диакон. Житие св. Амвросия, архиепископа Медиоланского // Свт. Амвросий Медиоланский. Собрание творений. — М, том 1, 2012. — C. 55-109
- Феодор Студит. Письмо к чаду Григорию (письмо 556) // Преподобный Феодор Студит. Творения в трех томах. — М, том 3, 2012. — C. 674—675
- Феодор Студит. Похвальное слово на третье обретение Честной главы святого Предтечи // Преподобный Феодор Студит. Творения в трех томах. — М, том 3, 2012. — C. 904—907
- Евстафий Солунский. Слово на праздничное общедоступное угощение по случаю бракосочетания императорских детей / Введение, пер. с греч., примечания // Риторика: теория, история, практика. 2017. — C. 116—128
- Мефодий патриарх Константинопольский. Похвала святителю Николаю / Введение, пер. с греч., примечания Д. Е. Афиногенова // Scripta Аntiqua. Вопросы древней истории, филологии, искусства и материальной культуры, том 6. 2017. — С. 599—617
- Грамоты патриархов Константинопольского Дионисия и Иерусалимского Досифея / Пер. с греч // Воссоединение Киевской митрополии с Русской Православной Церковью. 1676—1686. Исследования и документы / Под ред. митр. Иллариона. — М, 2019. — C. 664; 679; 684; 702—668; 681; 685; 704
- Фотий Константинопольский, свт. Амфилохии. Трактат 1 / Перевод с древнегреческого, предисловие и примечания Д. Е. Афиногенова // Библия и христианская древность. 2019. — № 1 (2). — С. 78-108
- Фотий Константинопольский, свт. Амфилохии. Трактаты 223—248 / Перевод с древнегреческого, предисловие и примечания Д. Е. Афиногенова // Библия и христианская древность. 2019. — № 1 (4). — С. 44-76
- Фотий Константинопольский, свт. Амфилохии. Трактаты 15-21; 38-44 / Пер. с древнегреческого и примечания Д. Е. Афиногенова // Диакрисис, том 1, 2020. — C. 83
- Фотий Константинопольский, свт. Амфилохии. Трактаты 45; 49-74 / Перевод с древнегреческого, предисловие и примечания Д. Е. Афиногенова // Диакрисис, том 2. 2020
- Иоанн Кассиан. Собеседования. Предисловие. Собеседования I—VII / пер. с лат. Д. Е. Афиногенова // Преп. Иоанн Кассиан Римлянин. Творения. — Москва, 2020. — C. 347—492

- К кому обращена апология Татиана? // ВДИ 1 (1990). — С. 167—174.
- Об одном малоизученном явлении в истории византийской литературы (патриарх Мефодий и его «кружок») // Балканские чтения, 1, М., 1990. — С. 70-71
- Представления Георгия Амартола об идеальном императоре // Византийские очерки. — М., «Наука», 1991 С. 163—183.
- Композиция хроники Георгия Амартола // Византийский Временник 52 (1991). — С. 102—112.
- Георгий Амартол и внутрицерковная борьба в Византии в IX в. // XVIII-й Международный конгресс византинистов. Резюме сообщений. — М., 1991, т. 1. — С. 14-15.
- Церковь и власть в «Мученичестве св. Симеона бар Саббаэ» // Восток 2 (1992). — С. 32-42.
- Some Observations on Genres of the Byzantine Historiography (Некоторые наблюдения по поводу жанров византийской историографии) // Byzantion 52 (1992). — P. 13-337
- Kwnstantinoupolis epivskopon exei: The Rise of the Patriarchal Power in Byzantium from Nicaenum II to Epanagoga. Part I: From Nicaenum II to the Second Outbreak of Iconoclasm (Подъем патриаршей власти в Византии от 2-го Никейского Собора до Эпанагоги. Ч. I: От 2-го Никейского Собора до начала второго периода иконоборчества) // Erytheia 15 (1994). — P. 45-65.
- Завет и Царство. Историософия Афраата // ВДИ 3 (1994). — С. 176—187.
- Patriarch Photius as Literary Theorist: Aspects of Innovation (Патриарх Фотий как теоретик литературы: аспекты нового) // Stevfano. Studia Byzantina ac Slavica Vladimiro Vavrinek ad annum sexagesimum quintum dedicata. Byzantinoslavica 56 (1995), Vol. 2. — P. 339—345.
- Рецензия на книгу Thmmel H.G. Die Frhgeschichte der ostkirchlichen Bilderlehre. Texte und Untersuchungen zur zeit vor dem Bilderstreit (Texte und Untersuchungen zur Geschichte der altchristlichen Literatur, Band 139). Akademie Verlag, Berlin, 1992 // ВДИ 2 (1995). — С. 215—217.
- Iconoclasm and Ecclesiastical Freedom: Two Approaches in the 9th Century Byzantium (Иконоборчество и церковная свобода — два подхода в Византии IX в.) // The Christian East. Its Institutions and Its Thought (Orientalia Christiana Analecta 251), Roma, 1996. — P. 591—611.
- The Great Purge of 843: a Re-Examination (Великая чистка 843 г.: пересмотр проблемы) // Λειμών. Studies presented to Lennart RydОn on His Sixty-Fifth Birthday. Ed. J.O.Rosenquist. Studia Byzantina Upsaliensia 6, Uppsala, 1996. — P. 79-91.
- Об идейно-политической ориентации хроники Георгия Амартола // Византийские Очерки. — М., «Индрик», 1996. — С. 88-96.
- Kwnstantinouvpoli" ejpivskopon e[cei :The Rise of the Patriarchal Power in Byzantium from Nicaenum II to Epanagoga. Part II: From the Second Outbreak of Iconoclasm to the Death of Patriarch Methodios (847) (Подъем патриаршей власти… Ч. II: От начала второго периода иконоборчества до смерти патриарха Мефодия (847)) // Erytheia 17 (1996). — P. 43-71.
- Тактика православного сопротивления в начале второго периода иконоборчества // Традиции и наследие Христианского Востока. — М., «Индрик», 1996. — С. 63-84.
- История и агиография. Методологические замечания // Балканские чтения, 4. — М., 1997. — С. 44-46.
- Замерзший Босфор и святые иконы // Вестник МГУ. Серия «Филология». № 4 (1997). — С. 85-93.
- Патриаршество св. Мефодия I (843—847): борьба за преемственность в византийской церкви // Византийский Временник 57, 1997. — С. 130—156.
- Проблемы веры и власти в «Апологии Псевдо-Мелитона Сардского» // ВДИ 1 (1998). — С. 313—319.
- Константинопольский патриархат и иконоборческий кризис в Византии. 784—847. 224 с. — М., «Индрик», 1998.
- Торжественная процессия в Константинополе в день восстановления иконопочитания 11 марта 843 г. // Сакральная топография средневекового города. — М., 1998. — С. 31-35.
- Савва Монах — агиография как средство пропаганды (тезисы доклада) // Византийское государство в IV—XV вв. Центр и периферия. Тезисы докладов XV Всероссийской научной сессии византинистов. Барнаул, 1998. — С. 19-20.
- The Bride-Show of Theophilos. Some Notes on the Sources (Смотр невест императора Феофила. Некоторые замечания по поводу источников) // Eranos (Acta Philologica Suecana), 95 (1997). — С. 12-18.
- Quellenforschung and/or Literary Criticism (SO Debate). A Comment // Symbolae Osloenses, 73, 1998. — С. 22-24.
- Новые сведения о климате Понта Эвксинского в историческую эпоху // Вестник древней истории. 1999. — № 1. — С. 137—145.
- Imperial Repentance: the Solemn Procession in Constantinople on March 11, 843 // Eranos 97 (1999), p. 1-10.
- The Date of Georgius Monachus Reconsidered // BZ 92 (1999) p. 437—447.
- «Обличение и опровержение» патриарха Никифора как источник хроники Георгия Амартола // Христианский Восток, 1, 1999. — С. 15-25.
- Легенда о Феофиле: новые разоблачения// Ученые записки Российского Православного университета св. ап. Иоанна Богослова. Т. 5, 2000. — С. 5-13. (совместно с Ю. Казачковым)
- О возможной реминисценции из Мефодия Патарского в надписи на иконе из Государственного Эрмитажа (№ N w 840) // Вестник древней истории. 2000. — № 3. — С. 48-49.
- Переводы как основа для реконструкции раннехристианской литературы: методологические проблемы на примере славянских переводов // История древней Церкви в научных традициях XX в. СПб, 2000. — С. 37-39.
- A Mysterious Saint: St. Theodosia, the Martyr of Constantinople // Христианский Восток 2, 2000. — С. 3-13.
- Рецензия на книгу: Nicephori Patriarchae Constantinopolitani Refutatio et Eversio definitionis synodalis anni 815 / nunc primum edita cura et studio J. M. Featherstone. Brepols-Turnhout, Leuven University Press, 1997 // Христианский Восток 2, 2000. — С. 486—488.
- Церковнославянский перевод «Жития Никиты Мидикийского» и его текстологическое значение // Житие преп. Константина из Иудеев. Житие св. исповедника Никиты. — М., «Индрик», 2001. — С. 147—159.
- Категория сакрального в хронике Георгия Амартола // Право. Власть. Религия: взаимосвязь светского и сакрального в средневековой культуре. — М., 2001. — С. 25-41.
- The Conspiracy of Michael Traulos and the Assassination of Leo V: History and Fiction // Dumbarton Oaks Papers, 2001. — P. 327—336.
- The Church Slavonic Life of St. Thaddaios, the Martyr of the Second Iconoclasm // Analecta Bollandiana 119, 2001. — С. 313—337.
- Byzantium in the Ninth Century: Dead or Alive? / ed. L. Brubaker. Ashgate Publishing Ltd, Aldershot, 1998 // Христианский Восток 3, 2001 (вышел в 2002). — С. 478—488.
- A Lost 8th Century Pamphlet against Leo III and Constantine V? // Eranos 100, 2002. — P. 1-17.
- Наименования культовых сооружений и их частей в церковнославянском переводе Жития Феодора Сикеота // Культовые памятники в мировой культуре. Севастополь, 2003. — С. 5-6.
- К проблеме исчезновения лабиализованного гласного переднего ряда в среднегреческом языке: свидетельства славянских переводов // Индоевропейское языкознание и классическая филология 7 (2003). — С. 7-9.
- Что погубило императора Льва Армянина? (история и мифы) // Мир Александра Каждана. СПб, «Алетейя», 2003. — С. 194—222.
- Житие Феодора Сикеота: оригинал церковнославянского перевода и греческая рукописная традиция // Индрик: 10 лет. — М., 2003. — С. 194—206.
- Немыслимая норма или мыслимая ненормальность? Женское священство в Византии IX в. // Власть, право, норма: светское и сакральное в античном и средневековом мире. — М., 2003. — С. 233—250.
- К происхождению легенды о св. Арсении — воспитателе императоров Аркадия и Гонория // Вестник древней истории 2004. — № 1. — P. 49-61.
- Нарративные структуры как инструмент источниковедения: на примере византийских хроник IX в. // Индоевропейское языкознание и классическая филология 8. СПб, 2004. — С. 6-10.
- Le manuscrit Coislin gr. 305: la version primitive de la Chronique de Georges le Moine // Revue des Études Byzantines 62 (2004). — P. 239—246.
  - Рукопись Coislinianus 305: первоначальная версия хроники Георгия Монаха // Славяне и их соседи. Т. 11: Славянский мир между Римом и Константинополем / под ред Б. Н. Флори. М, Индрик, 2004. — P. 19-29.
- Rewriting a Saint’s Life in the Monastery of Studiou: two Lives of St. Nicholas the Studite // The Heroes of the Orthodox Church. New Saints, 8th-16th century / Ed. E. Kountoura-Galake. Athens, 2004. — P. 313—322.
- The new edition of «The Letter of the Three Patriarchs»: problems and achievements // Σύμμεικτα 16 (2003—2004). — P. 9-33.
- Император Фока: фракиец или каппадокиец? // Россия-Крым-Балканы: диалог культур. Екатеринбург, 2004. — С. 77-83.
- Наименования культовых сооружений и их частей в церковнославянском переводе Жития св. Феодора Сикеота // Культовые памятники в мировой культуре (археологический, исторический и философский аспекты). Севастополь, 2004. — С. 106—111.
- Рассказ Никиты Хониата о падении Константинополя: некоторые замечания о стилистической структуре // Византия и Запад (950-я годовщина раскола Христианской Церкви, 800-я годовщина захвата Константинополя крестоносцами). Тезисы докладов XVII всероссийской сессии византинистов. М,, 2004. — С. 13-14.
- Святые места во власти неверных (попытки осмысления) // Почитание святых мест в древних и современных религиях. VI Международная Крымская конференция по религиоведению. Тезисы докладов. Севастополь, 2005. — С. 5-6.
- Учение патриарха Фотия о священных изображениях // Символ в религии и философии. Материалы V Международной Крымской конференции по религиоведению. Севастополь, 2005. — С. 132—136.
- The source of Theophanes' Chronography and Nikephoros' Breviarium for the years 685—717 // Христианский Восток, 4, 2005. — С. 3-14.
- Леннарт Рюден. Некролог // Христианский Восток, 4, 2005. — С. 597—599.
- Святые места во власти неверных: первые попытки осмысления // Sacrum et Profanum. Вып. 1: Культ святых мест / ред. Н. А. Алексеенко. Севастополь, 2005. — С. 17-22.
- Новгородское переводное четье-минейное собрание: происхождение, состав, греческий оригинал // Abhandlungen zu den Grossen Lesemenäen des Metropoliten Makarij. Kodikologische, miszellanologische und textologische Untersuchungen. Band 2 / Hsgb. von E. Maier und E. Weiher. Freiburg i. Br., 2006 (= Monumenta Linguae Slavicae dialecti veteris, t. XLIX). — С. 261—283.
- Did the Patriarchal Archive End up in the Monastery of Studios? 9th century vicissitudes of some important document collections // Monastères, images, pouvoirs et société à Byzance / éd. M. Kaplan (Byzantina Sorbonensia, 23). P., 2006. — P. 125—133.
- The History of Justinian and Leo // La Crimée entre Byzance et le Khaganat khazar / éd. C. Zuckerman (Centre de recherche d’Histoire et Civilisation de Byzance, Monographies, 25). P., 2006. — P. 181—200.
- Житие Николая Воина: семейная этиологическая легенда? // Индоевропейское языкознание и классическая филология, 10, 2006. — С. 9-12.
- Новые данные об источниках «Послания трех восточных патриархов императору Феофилу» // Византийские Очерки. — М., 2006. — С. 19-29.
- Manipulating History: Monk Basil and the Story of the Origins of the Byzantine Iconoclasm // Proceedings of the 21st International Congress of Byzantine Studies. London, 21-26 August 2006. Vol. II. Abstracts of Panel Papers. L,. 2006. — P. 148.
- Источник рассказа о крымских событиях 705 и 711 гг. в «Хронографии» Феофана исповедника // МАИЭТ XII. — Симферополь, 2006. — С. 602—614.
- Император Феодосий III и мифологизация византийского иконоборчества // Индоевропейское языкознание и классическая филология, 11, 2007. — С. 11-14.
- Четьи минеи: энциклопедия византийской жизни для русского читателя // ВИЛИ, 4, 2007. — С. 127—139.
- Общий день памяти преподобных Евфимия Великого и Саввы Освященного (неизвестное свидетельство Кирилла Скифопольского) // Sacrum et Profanum 2, 2006 (вышел в 2007 г.). — С. 27-30.
- Перенесение мощей в патриаршество св. Мефодия I (843—847): обретение покровительства или реституция? // Sacrum et Profanum 3, 2007. — С. 21-24.
- Утраченные византийские источники в древнерусской словесности // В поисках утраченной Византии. Культура Древней Руси как источник для синхронно-стадиальной реконструкции византийской цивилизации IX—XV вв. Тезисы международной конференции. СПб. — Новгород, 2007. — С. 16-18.
- Эдесский Убрус в Иерусалиме: Можно ли одолжить палладиум? // IX Крымская международная конференция по религиоведению. Тезисы докладов и сообщений. Севастополь, 2007. — С. 5.
- Патриарх Фотий об исхождении Святого Духа // Альфа и Омега, 1 (48), 2007. — С. 51-58.
- Жизнеописание Иосифа Флавия // Вестник древней истории. 2007. — № 1-2. — С. 95.
- Иоанн II (III), патриарх Иерусалимский — православный или монофисит? // Религия в жизни человека и общества. X Крымская международная конференция по религиоведению. Тезисы докладов и сообщений. Севастополь, 2008. — С. 7.
  - Иоанн III, патриарх Иерусалимский, — православный или монофисит? // Вестник древней истории. 2009. — № 3. — С. 13-17.
- Об одном латинизме в византийских хрониках // Индоевропейское языкознание и классическая филология, 12, 2008. — С. 11-14.
- Утраченные византийские источники в древнерусской словесности // Slavica Slovaca = Труды Отделения историко-филологических наук. 2008. — № 1. — С. 29-44
  - Утраченные византийские источники в древнерусской словесности // Труды Отделения историко-филологических наук, 2007. — М., 2009. — С. 400—422.
- Два мотива антиисламской полемики в хронике Георгия Монаха // Христианский Восток. 2009. — № 5. — С. 358—368 (в соавторе с А. В. Муравьёвым)
- Ещё одна версия Жития Филарета Милостивого? // Византийский семинар Cersînoj qšmata: «империя» и «полис». Тезисы докладов и сообщений. Севастополь, 2009. — С. 9.
- The Condemnation of Anthony of Syllaion in 814: the Procedure and the Political Context // XI Международная научная конференция по религиоведению «Сакральные феномены: вчера и сегодня». Тезисы докладов и сообщений. Краков, 2009. — С. 8-9.
- Фита да ижица — розга к телу ближится. О произношении буквы «ижица» в Древней Руси // Дар и Крест. Памяти Н. Л. Трауберг. — СПб, 2010. — C. 191—200
- The story of the Patriarch Constantine II of Constantinople in Theophanes and George the Monk: transformations of a narrative // Byzantine History as Literature. — Manchester, 2010. — C. 205—212
- Сохранение «непонятных» слов в древнерусской рукописной традиции на примере «Многосложного свитка» // IV Международный конгресс русского языка. Москва, 2010. — С. 840. (10-12 апреля 2010 г.)
- Империя о варварах: стилистические особенности экскурса о болгарах у Феофана, Никифора и Георгия Монаха. // II Византийский семинар Cersînoj qšmata: Империя и полис. Севастополь, 2010. — С. 5. (1-4 июня 2010 г.)
- Латинизмы в профессиональном арго византийских военных // Всероссийская научная конференция «Классическая филология в контексте мировой культуры. Чтения памяти К. П. Полонской». — С. 26.
- The story of the Patriarch Constantine II of Constantinople in Theophanes and George the Monk: transformations of a narrative // Byzantine History as Literature. Manchester, 2010. — P. 205—212.
- Два древних церковнославянских перевода главы 28 книги пророка Иезекииля // Индоевропейское языкознание и классическая филология, 14, 2010. — С. 72-79.
- Фита да ижица — розга к телу ближится. О произношении буквы «ижица» в Древней Руси. // Дар и Крест. Памяти Н. Л. Трауберг. СПб, 2010. — С. 191—200.
- The condemnation of Anthony of Syllaion in 814: the procedure and the political context // Nomos. Kwartalnik Religioznawczy. Nr 71/72, 2010. — S. 9-16.
- Генезис образа императрицы Ирины в византийской историографии и агиографии // III Византийский семинарCersînoj qšmata: Империя и полис. Севастополь, 2011. — С. 6-7. (31 мая-июня 2011 г.)
- Загадочная смерть императора Иовиана. Текстологический этюд // Индоевропейское языкознание и классическая филология, 15, 2011. — С. 15-21.
- Пространное житие свт. Льва, епископа Катанского // Scripta Antiqua, 1, 2011. — С. 3-20
- The Story of an Unworthy Priest in Cod. Parisinus gr. 1632 // Scrinium, издательство Brill (Netherlands), том 7. — С. 91-102
- Рецензия на: Митрофанов А. Ю. Церковное право и его кодификация в период раннего Средневековья (IV—XI в.). Издательство Крутицкого подворья, М., 2010. 426 с // Средние века
- Гибель императора Валента в греческой историографической традиции // Индоевропейское языкознание и классическая филология, издательство Федеральное государственное бюджетное учреждение науки Институт лингвистических исследований Российской академии наук (Санкт-Петербург). 2012. — № 16. — С. 34-41
- Церковнославянское житие св. исповедника Фаддея, ученика преп. Феодора // Преподобный Феодор Студит. Творения в трех томах, М, т. 3, 2012. — C. 955—958
- Conflated Accounts in Theophanes’ Exposition of the History of Byzantium in the Seventh Century // Δῶρον ῥοδοποίκιλον. Studies in honor of Prof. J.O. Rosenqvist, серия Studia Byzantina Upsaliensia. — Uppsala, том 12, 2012. — C. 31-40
- На принесение и положение мощей преподобного отца нашего и исповедника Феодора Студита // Преподобный Феодор Студит. Творения в трех томах. — М, том 3, 2012. — C. 944—954
- Стихотворное Житие Льва, епископа Катанского // ΘΕΟΔΟΥΛΟΣ. Сборник памяти проф. И. С. Чичурова. — Москва, 2012. — C. 32-44
- Contribution of Church Slavonic Translations to Understanding of Byzantine Anti-Iconoclast Polemics (The Case of the Letter of the Three Patriarchs to Theophilos) // Aesthetics and Theurgy in Byzantium, серия Byzantinisches Archiv. — Boston; B: De Gruyter, том 25, 2013. — C. 199—204
- La recension γ des Dialogica polymorpha antiiudaica et sa version slavonne, Disputatio in Hierosolymis sub Sophronio Patriarcha: une première approche // Les Dialogica polymorpha antiiudaica (CPG 7796, olim Dialogus Papisci et Philonis Iudaeorum cum monacho). — Paris, 2013. — C. 28-104 (соавторы: Andrist P., Déroche V.)
- Некоторые замечания о церковнославянском переводе Иерусалимского «Стязания с иудеем» // Monumentum Gregorianum. Сборник научных статей памяти академика Г ригория Максимовича Бонгард-Левина. — Москва, 2013. — C. 442—448
- Приключения Сарданапала в Византии (филологическая безделица) // Вторые и Третьи Аверинцевские чтения. К 75-летию со дня рождения академика С. С. Аверинцева. — М, 2013. — C. 192—199
- Рецензия на: Varona Codeso P. Miguel III (842—867). Construcción histórica y literaria de un reinado (Nueva Roma, 33). Consejo Superior de Investigaciones Científicas. Madrid, 2009. 396 p // ΧΕΡΣΩΝΟΣ ΘΕΜΑΤΑ 01. Империя и полис. — Севастополь, том 1, 2013. — C. 369—380
- Экскурс о протоболгарах у Феофана исповедника и патриарха Никифора. Филологические замечания // Вестник древней истории, издательство Наука. 2013. — № 1. — С. 4-8
- Некоторые замечания о славянском переводе хроники Георгия Монаха (Лѣтовникѣ) // Индоевропейское языкознание и классическая филология, издательство Федеральное государственное бюджетное учреждение науки Институт лингвистических исследований Российской академии наук (Санкт-Петербург). 2013. — № 17. — С. 41-48
- «Многосложный свиток» — славянский перевод послания трёх восточных патриархов императору Феофилу // Богословские труды, изд. Московской патриархии, том 45. 2013. — С. 238—271
- Похвала преп. Евфимию Великому и преп. Савве Освященному Кирилла Скифопольского // Вестник древней истории. — 2014. — № 1 (288). — С. 231—251; № 2 (289). — С. 218—234
- Новые следы патрикия Траяна? // Индоевропейское языкознание и классическая филология, издательство Федеральное государственное бюджетное учреждение науки Институт лингвистических исследований Российской академии наук (Санкт-Петербург). 2014. — № 18. — С. 13-21
- К проблеме реконструкции греческого текста договора князя Олега с греками 911 г. // RUTHENICA Journal of East European Medieval History and Archeology, издательство Институт истории Украины НАН Украины (Киев), том 12. 2014. — С. 22-28
- Гады, звери и бесы в Метафрастовом житии преподобного Иоанникия // Търновски писмена. Алманах за Търновската книжовна школа, том 6. 2014. — С. 290—291
- Арианские споры в гомилиях патриарха Фотия (гомилии XV и XVI) // Вестник Православного Свято-Тихоновского Гуманитарного Университета. Серия Филология. История. 2014. — № 4 (59). — С. 28-39
- Так за чем она, Русская земля? // Индоевропейское языкознание и классическая филология, издательство Федеральное государственное бюджетное учреждение науки Институт лингвистических исследований Российской академии наук (Санкт-Петербург). 2015. — № 19. — С. 18-25
- Иоанн Златоуст (?) об эсхатологическом предназначении Римской империи: свидетельство Георгия Монаха // Мир Православия, том 9. 2015. — С. 21-30
- Долго ли существовал галатский язык? // Philologia classica. 2015. — № 10. — С. 88-91 (в соавторстве с А. И. Солоповым)
- Style, structure, and authorship of the hypothetical source of Theophanes for the reigns of Leo III and Constantine V // Travaux et mémoirs, том 19. 2015. — С. 467—472
- Библейская история в Лѣтовнике: проблема источников // Античная древность и средние века. — Екатеринбург : [Изд-во Урал. ун-та], 2015. — Вып. 43. — С. 163—169.
- Юстинианово гонение на мужеложцев: трансформация рассказа в византийских хрониках. // Индоевропейское Языкознание и Классическая Филология. 2016. — № ХХ (1). — С. 27-34.
- Славянский перевод Жития преп. Евфимия Великого: наблюдения о языке и авторе // Вестник Волгоградского государственного университета. Серия 4. История. Регионоведение. Международные отношения. 2016. — № 3 (33). — С. 38-42
- Integration of historical narrative into hagiographic texts: the Lives of Stephen the Younger and Nicetas of Medikion // Byzantine Hagiography. Texts, Themes and projects, серия Studies in Byzantine History and Civilization. — Turnhout, том 13, 2018. — C. 325—340
- Мученичество Иерона в историческом и литературном контексте // // Testis temporum and Laudator historiae. In memoriam of Prof. Ivan Božilov, Dr. Sci. / Ed. I. Biliarsky. — София, 2018. — C. 81-87
- A lost Hellenistic Jewish source of Middle Byzantine chroniclers: new Fragments // Gottesschau — Gotteserkenntnis. Studien zur Theologie der Septuaginta, серия Wissenschaftliche Untersuchungen zum Neuen Testament. — Tübingen, том 387, 2017. — C. 119—126
- Памфлет Арефы Кесарийского против Николая Мистика и императора Александра // Вестник Волгоградского государственного университета. Серия 4. История. Регионоведение. Международные отношения, издательство Федеральное государственное автономное образовательное учреждение высшего образования «Волгоградский государственный университет» (Волгоград), том 22. 2017. — № 5. — С. 6-15
- О некоторых литературных взаимодействиях в «кружке» патриарха Мефодия I (843—847) // Индоевропейское языкознание и классическая филология, издательство Федеральное государственное бюджетное учреждение науки Институт лингвистических исследований Российской академии наук (Санкт-Петербург). 2017. — № 21. — С. 26-33
- Рассказ об осаде Константинополя в 717—718 г. в хронике Феофана Исповедника: следы редакторской работы // Индоевропейское языкознание и классическая филология, издательство Федеральное государственное бюджетное учреждение науки Институт лингвистических исследований Российской академии наук (Санкт-Петербург). 2018. — № 22. — С. 60-67
- Πολέμης Ἰ., Μίνεβα Ἐ. Βυζαντινὰ ὑμνογραφικὰ καὶ ἁγιολογικὰ κείμενα. Ἐκδόσεις Κανάκη. Ἀθήνα, 2016. 692 σ // Scrinium, издательство Koninklijke Brill (Netherlands). 2018. — № 14. — С. 531—533
- Hellenistic Jewish Texts in George the Monk: Slavonic testimonies // Scandinavian Journal of Byzantine and Modern Greek Studies. — Vol. 4. 2018. — С. 89-98
- Наследие патриарха Фотия в вероучительной полемике с армянами в первой четверти X в.: Николай Мистик и Арефа Кесарийский // Миры Византии, серия ΧΕΡΣΩΝΟΣ ΘΕΜΑΤΑ. — Симферополь, том 2, 2019. — C. 199—210
- Сотад в христианском контексте // Материалы V Международной конференции памяти И. А. Ковалевой. — М, 2019. — C. 20-25
- Рецензия на книгу: Максим Исповедник, преп. Вопросоответы к Фалассию / Введение, пер. с греч., примечания А. И. Сидорова. М., «Сибирская благозвонница», 2019. 974 с // Библия и христианская древность. — № 2 (6). — С. 104—120
- Анатолий, игумен Студийский: недооцененная фигура в истории византийской литературы // Индоевропейское языкознание и классическая филология — XXIII (чтения памяти И. М. Тронского). Материалы Международной конференции, проходившей 24-26 июня 2019 г. / Отв. редактор Н. Н. Казанский. — СПб.: «Наука», 2019. — 634 с. — С. 64-71
- Review of: Житие Василия Нового в древнейшем cлавянском переводе. Т. I: Исследования. Тексты / Изд. Иванов С. А., Пентковская Т. В., Щеголева Л. И. М., Издательский дом ЯСК, 2018. 776 С // Medioevo Greco, том 19. — С. 337—339
- Пейоративные коннотации этнонима «сириец» в некоторых памятниках византийской литературы IX в. // Индоевропейское языкознание и классическая филология. 2020. — № 24. — С. 724—731
- Патриарх Фотий о самоидентификации подданных Римской империи // Христианство в археологических и письменных источниках. Материалы IX международной научной конференции по церковной археологии. — Симферополь, 2020. — C. 20-23
- Письмо Иоанникия Великого патриарху Мефодию: славянский перевод // XII Международный Византийский семинар ΧΕΡΣΩΝΟΣ ΘΕΜΑΤΑ: Империя и Полис. Материалы научной конференции. — Севастополь, 2020. — C. 53-56
- Славянский перевод жития св. Евфимия Великого как источник по истории палестинских монастырей XI в // Владимирский сборник II. Материалы международной научной конференции «III Свято-Владимирские чтения». — Севастополь, 2020
- Божественное правосудие и Божия милость в «Амфилохиях» св. патриарха Фотия // Mare Nostrum. Соль Средиземноморья. — М, том 1, 2019. — C. 79-85

- «Acta Sanctorum» // Православная энциклопедия. — М., 2000. — Т. I : А — Алексий Студит. — С. 420. — 40 000 экз. — ISBN 5-89572-006-4.
- Александер Пол Джулиус // Православная энциклопедия. — М., 2000. — Т. I : А — Алексий Студит. — С. 472. — 40 000 экз. — ISBN 5-89572-006-4.
- Александр // Православная энциклопедия. — М., 2000. — Т. I : А — Алексий Студит. — С. 490—491. — 40 000 экз. — ISBN 5-89572-006-4. (в соавторстве с О. Е. Этингофом)
- Аморийские мученики // Православная энциклопедия. — М., 2001. — Т. II : Алексий, человек Божий — Анфим Анхиальский. — С. 179-181. — 40 000 экз. — ISBN 5-89572-007-2. (в соавторстве с О. В. Лосевой, А. Ю. Никифоровой)
- «Analecta Bollandiana» // Православная энциклопедия. — М., 2001. — Т. II : Алексий, человек Божий — Анфим Анхиальский. — С. 213. — 40 000 экз. — ISBN 5-89572-007-2.
- Анастасий // Православная энциклопедия. — М., 2001. — Т. II : Алексий, человек Божий — Анфим Анхиальский. — С. 233. — 40 000 экз. — ISBN 5-89572-007-2.
- Антоний I Кассимата // Православная энциклопедия. — М., 2001. — Т. II : Алексий, человек Божий — Анфим Анхиальский. — С. 654-655. — 40 000 экз. — ISBN 5-89572-007-2.
- Вакх Новый // Православная энциклопедия. — М., 2003. — Т. VI : Бондаренко — Варфоломей Эдесский[англ.]. — С. 505-506. — 39 000 экз. — ISBN 5-89572-010-2.
- Византийская империя. Часть III // Православная энциклопедия. — М., 2004. — Т. VIII : Вероучение — Владимиро-Волынская епархия. — С. 253—266. — 39 000 экз. — ISBN 5-89572-014-5. (часть статьи)
- Власий Аморийский // Православная энциклопедия. — М., 2005. — Т. IX : Владимирская икона Божией Матери — Второе пришествие. — С. 101—103. — 39 000 экз. — ISBN 5-89572-015-3.
- Генесий // Православная энциклопедия. — М., 2005. — Т. X : Второзаконие — Георгий. — С. 577—579. — 39 000 экз. — ISBN 5-89572-016-1.
- Георгий Амартол // Православная энциклопедия. — М., 2006. — Т. XI : Георгий — Гомар. — С. 48-53. — 39 000 экз. — ISBN 5-89572-017-X. (часть статьи)
- Герман I, патриарх Константинопольский // Православная энциклопедия. — М., 2006. — Т. XI : Георгий — Гомар. — С. 254—257. — 39 000 экз. — ISBN 5-89572-017-X. (часть статьи)
- Григорий Асвеста // Православная энциклопедия. — М., 2006. — Т. XII : Гомельская и Жлобинская епархия — Григорий Пакуриан. — С. 667—668. — 39 000 экз. — ISBN 5-89572-017-X.
- Евфимий Сардский // Православная энциклопедия. — М., 2008. — Т. XVII : Евангелическая церковь чешских братьев — Египет. — С. 397—398. — 39 000 экз. — ISBN 978-5-89572-030-1. (часть статьи)
- Житийная литература // Православная энциклопедия. — М., 2008. — Т. XIX : Ефесянам послание — Зверев. — С. 283-345. — 39 000 экз. — ISBN 978-5-89572-034-9. (часть статьи)
- Игнатий Диакон // Православная энциклопедия. — М., 2009. — Т. XXI : Иверская икона Божией матери — Икиматарий. — С. 47-48. — 39 000 экз. — ISBN 978-5-89572-038-7.
- Игнатий, патриарх Константинопольский // Православная энциклопедия. — М., 2009. — Т. XXI : Иверская икона Божией матери — Икиматарий. — С. 64-67. — 39 000 экз. — ISBN 978-5-89572-038-7.
- Иларион Новый Далматский // Православная энциклопедия. — М., 2009. — Т. XXII : Икона — Иннокентий. — С. 204—205. — 39 000 экз. — ISBN 978-5-89572-040-0.
- Иоанн VII Грамматик // Православная энциклопедия. — М., 2010. — Т. XXIII : Иннокентий — Иоанн Влах. — С. 485-486. — 39 000 экз. — ISBN 978-5-89572-042-4.
- Ирина, императрица // Православная энциклопедия. — М., 2011. — Т. XXVI : Иосиф I Галисиот — Исаак Сирин. — С. 370-373. — 39 000 экз. — ISBN 978-5-89572-048-6.
- Исаия Никомидийский // Православная энциклопедия. — М., 2011. — Т. XXVII : Исаак Сирин — Исторические книги. — С. 154-155. — 39 000 экз. — ISBN 978-5-89572-050-9.
- Константин II // Православная энциклопедия. — М., 2015. — Т. XXXVII : Константин — Корин. — С. 26-28. — 33 000 экз. — ISBN 978-5-89572-045-5.
- Константин VI // Православная энциклопедия. — М., 2015. — Т. XXXVII : Константин — Корин. — С. 45-47. — 33 000 экз. — ISBN 978-5-89572-045-5.
- Константинопольские соборы // Православная энциклопедия. — М., 2015. — Т. XXXVII : Константин — Корин. — С. 299-343. — 33 000 экз. — ISBN 978-5-89572-045-5. (часть статьи)
- Лев Катанский // Православная энциклопедия. — М., 2015. — Т. XL : Лангтон — Ливан. — С. 203-204. — 33 000 экз. — ISBN 978-5-89572-033-2.
- Лев III Исавр // Православная энциклопедия. — М., 2015. — Т. XL : Лангтон — Ливан. — С. 292-295. — 33 000 экз. — ISBN 978-5-89572-033-2.
- Лев IV // Православная энциклопедия. — М., 2015. — Т. XL : Лангтон — Ливан. — С. 295-296. — 33 000 экз. — ISBN 978-5-89572-033-2.
- Лев V // Православная энциклопедия. — М., 2015. — Т. XL : Лангтон — Ливан. — С. 296-298. — 33 000 экз. — ISBN 978-5-89572-033-2.
- Мефодий I, патриарх Константинопольский // Православная энциклопедия. — М., 2017. — Т. XLV : Мерри Дель Валь — Михаил Парехели. — С. 131-136. — 39 000 экз. — ISBN 978-5-89572-052-3.
- Волоколамские Минеи Четии // Православная энциклопедия. — М., 2017. — Т. XLV : Мерри Дель Валь — Михаил Парехели. — С. 262-262. — 39 000 экз. — ISBN 978-5-89572-052-3.
- Михаил Ι Рангаве // Православная энциклопедия. — М., 2017. — Т. XLV : Мерри Дель Валь — Михаил Парехели. — С. 685-686. — 39 000 экз. — ISBN 978-5-89572-052-3.
- Михаил ΙΙ Травл // Православная энциклопедия. — М., 2017. — Т. XLV : Мерри Дель Валь — Михаил Парехели. — С. 686-687. — 39 000 экз. — ISBN 978-5-89572-052-3.
- Михаил ΙΙΙ // Православная энциклопедия. — М., 2017. — Т. XLV : Мерри Дель Валь — Михаил Парехели. — С. 687-690. — 39 000 экз. — ISBN 978-5-89572-052-3.
- Михаил Синкелл, преподобный // Православная энциклопедия. — М., 2017. — Т. XLVI : Михаил Пселл — Мопсуестия. — С. 19-20. — 36 000 экз. — ISBN 978-5-89572-053-0.
- Михианская схизма // Православная энциклопедия. — М., 2017. — Т. XLVI : Михаил Пселл — Мопсуестия. — С. 107-108. — 36 000 экз. — ISBN 978-5-89572-053-0.
- Николай I Мистик, патриарх Константинопольский // Православная энциклопедия. — М., 2018. — Т. XLIX : Непеин — Никодим. — С. 372-374. — 39 000 экз. — ISBN 978-5-89572-056-1.
- Никита Мидикийский, преп // Православная энциклопедия. — М., 2018. — Т. XLIX : Непеин — Никодим. — С. 508-510. — 39 000 экз. — ISBN 978-5-89572-056-1.
- Николай Студит, преп // Православная энциклопедия. — М., 2018. — Т. XLIX : Непеин — Никодим. — С. 606-608. — 39 000 экз. — ISBN 978-5-89572-056-1.
- Никифор Ι, византийский император // Православная энциклопедия. — М., 2018. — Т. XLIX : Непеин — Никодим. — С. 641-642. — 39 000 экз. — ISBN 978-5-89572-056-1.
- Петр Атройский, преп // Православная энциклопедия. — М., 2019. — Т. LV : Пасхальные споры — Петр Дамаскин. — С. 274-275. — 39 000 экз. — ISBN 978-5-89572-062-2.
- Петр Аргосский, свт. // Православная энциклопедия. — М., 2019. — Т. LV : Пасхальные споры — Петр Дамаскин. — С. 725-726. — 39 000 экз. — ISBN 978-5-89572-062-2.
- Платон Студит, преп // Православная энциклопедия. — М., 2019. — Т. LVI : Петр Дамиани — Повечерие. — С. 667-669. — 39 000 экз. — ISBN 978-5-89572-063-9.
- Порфирий Газский // Православная энциклопедия. — М., 2020. — Т. LVII : Погановская икона Божьей Матери — Православное обозрение. — С. 554-556. — 39 000 экз. — ISBN 978-5-89572-064-6.